# پاشنه آشیل
پاشنه آشیل، دلالت بر ضعفی علی‌رغم سلامت و قدرت عمومی دارد که می‌تواند منجر به زوال شود. گرچه ریشه اساطیری، اشاره بر آسیب‌پذیری فیزیکی دارد اما در استعارات کنونی می‌تواند بر هر خصلتی که منجر به شکست شود تعمیم داده‌شود.
تاندون آشیل قوی‌ترین و بلندترین تاندون در پای انسان است که عضلات ساق پا را به استخوان پاشنه پا متصل می‌سازد.

## پیشینه

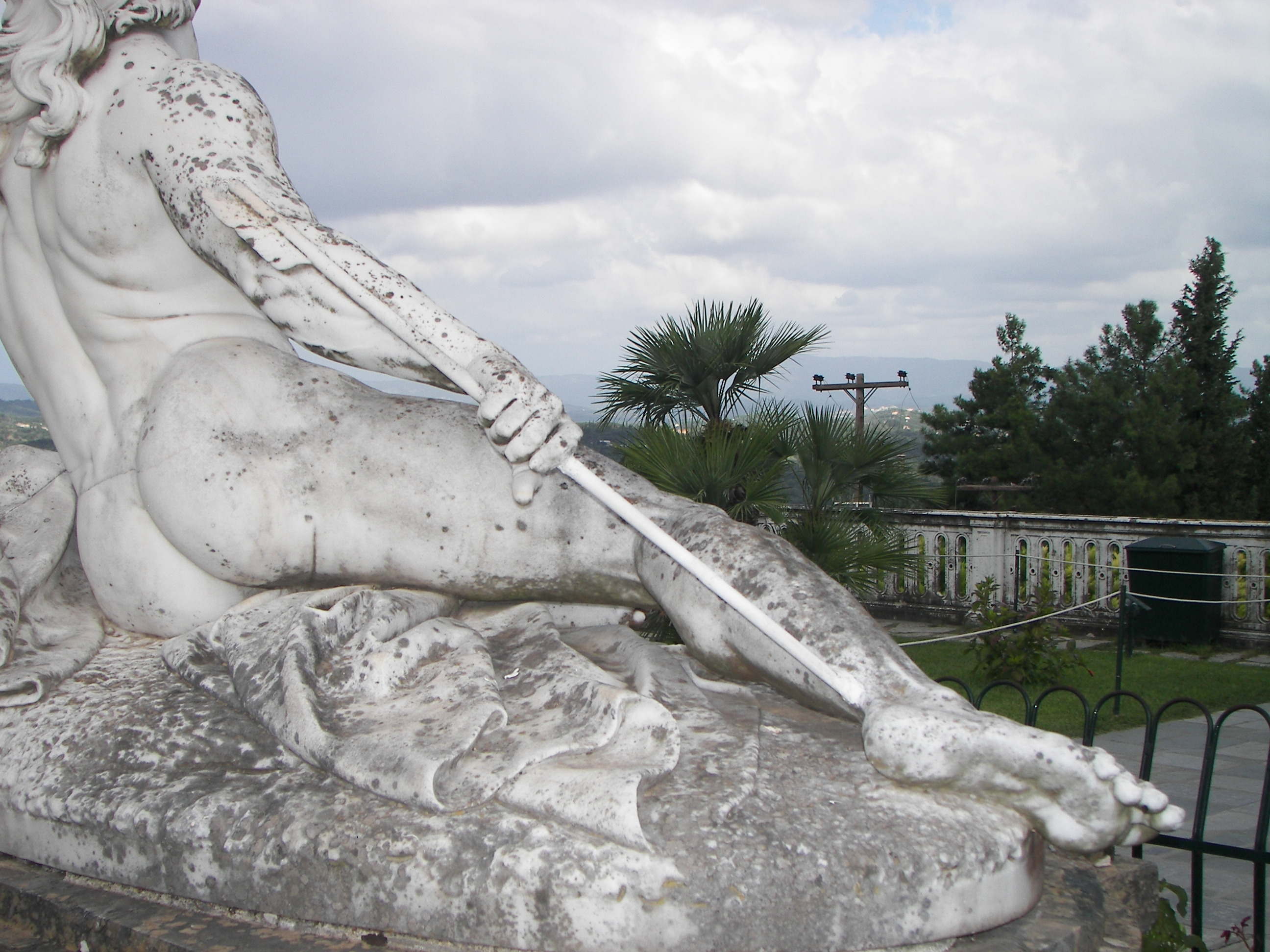
آشیل در حال مرگ

در اساطیر یونانی چنین آمده‌است که پیشگویی شد، آشیل در جنگی بر اثر اصابت تیر می‌میرد؛ بنابراین مادرش تتیس مایل نبود که فرزندش کشته شود. او آشیل را به رود ستوکس برد. گفته می‌شد اگر کسی در آن رود شسته شود دارای قوهٔ آسیب‌ناپذیری (روئین‌تنی) خواهد شد. تتیس فرزندش را در آن رود شست. اما چون او فرزندش را از پا گرفته بود تا بدنش را بشوید، پاهای وی آسیب‌پذیر باقی ماند. او در جنگ‌های زیادی جنگید و زنده ماند.
در کتاب ایلیاد اثر هومر، نوشته‌ای مبتنی بر مرگ وی نیست. اما روایت مرگ وی در سایر کتب ادبی یونانی دیده می‌شود.
معادل پاشنه آشیل در افسانه‌های ایرانی چشم اسفندیار در داستانهای فردوسی است که وی نیز روئین‌تن بود و تنها نقطه آسیب پذیر وی چشمش بود که بالاخره هم از آن قسمت ضربه خورد.